# Tobías Wade
Tobías Wade (6 de agosto de 1999) é um jogador de rugby argentino, que joga na posição de back.

## Carreira
De Pilar, Buenos Aires, ele joga rugby union nacional pela Asociación Alumni. Ele fez sua estreia pela seleção argentina de rugby sevens no evento SVNS World Series em Cingapura em 2022. Ele marcou seu primeiro try como internacional naquele torneio contra os Estados Unidos. Ele jogou pela Argentina na Copa do Mundo de Rugby Sevens de 2022 na África do Sul.
Ele marcou um try no minuto final que confirmou a Argentina como vencedora da Liga SVNS em maio de 2024. Ele foi selecionado para as Olimpíadas de Paris em 2024.